# Heinrich Haeser
Heinrich Haeser (* 15. Oktober 1811 in Rom; † 13. September 1885 in Breslau) war ein deutscher Mediziner, Medizinhistoriker und Hochschullehrer für Pathologie und Therapie.

## Leben
Haesers Großvater Johann Georg Häser war Violinist und Musikdirektor. Er war Sohn des herzoglich weimarschen Musikdirektors August Ferdinand Häser und dessen Ehefrau  Dorothea Schwabedissen (* 1782). Er wurde geboren als sich sein Vater mit der Familie von 1806 bis 1813 in Italien aufhielt.
Haeser studierte Medizin an der Universität Jena, an der er 1834 zum Dr. med. promovierte. Im folgenden Jahr ließ er sich als Arzt in Auma (Thüringen) nieder. 1836 habilitierte er sich in Jena. Dort wurde er 1839 außerordentlicher und 1846 ordentlicher Professor.
Er wechselte 1849 an die Universität Leipzig, folgte aber noch im selben Jahr dem Ruf der Universität Greifswald. 1858/59 war er ihr Rektor.
Als Medizinhistoriker publizierte er um 1840 bis 1880 umfassende und für das Fachgebiet Medizingeschichte grundlegende, vor allem bibliographische Arbeiten, denen es jedoch noch an einer tiefergehenden wissenschaftlicher Erarbeitung älterer Handschriften-Texte mangelte.
Von 1862 bis zu seinem Lebensende war er Lehrstuhlinhaber an der Schlesischen Friedrich-Wilhelms-Universität Breslau. 1871/72 war er auch ihr Rektor.

## Schriften (Auswahl)
- Die menschliche Stimme, ihre Organe, ihre Ausbildung, Pflege und Erhaltung. Für Sänger, Lehrer und Freunde des Gesanges. Berlin 1839. Digitalisat.
- Lehrbuch der Geschichte der Medicin und der Volkskrankheiten. Druck und Verlag Friedrich Mauke, Jena 1845.
- mit Ottomar Domrich: Verhandlungen deutscher Universitätslehrer über die Reform der deutschen Hochschulen in der Versammlung zu Jena vom 21. bis 24. September 1848. Frommann, Jena 1848. Digitalisat.
- Ueber die medicinische Lehranstalt zu Salerno und ihr Verhältniss zu den Mönchsschulen des Mittelalters. In: Janus. Neue Folge. Band 1, 1851.
- Ueber die medicinische Schule zu Salerno und ihr Verhältniss zu den Mönchsschulen des Mittelalters. Gotha 1851.
- Die Vaccination und ihre neuesten Gegner: mit besonderer Rücksicht auf Carnot’s „Essai de mortalité comparée avant et depuis l’introduction de la vaccine en France“. Berlin 1854. Digitalisat.
- Geschichte christlicher Kranke-Pflege und Pflegerschaften. Wilhelm Hertz, Berlin 1857. (Digitalisat im Internet Archive)
- Historische Entwicklung der Chirurgie und des chirurgischen Standes (= Handbuch der allgemeinen und speciellen Chirurgie. Band 1,1). Erlangen 1865.
- Übersicht der Geschichte der Chirurgie und des chirurgischen Standes. F. Enke, Stuttgart 1879 (= Deutsche Chirurgie. Band 1). (Digitalisat)
- Buch der Bündth-Ertznei.[3] Von Heinrich von Pfolsprundt, Bruder des deutschen Ordens, 1460. Hrsg. von H. Haeser und A. Middeldorpf. Berlin 1868. (Digitalisat)
- Lehrbuch der Geschichte der Medicin und der epidemischen Krankheiten. [1845]. 2., völlig umgearbeitete Auflage 1853–1865; 3., völlig umgearbeitete Auflage. 3 Bände. Verlag von Hermann Dufft bzw. (Friedrich) Mauke, Jena 1875–1882. Neudruck Hildesheim 1971.
  - 1. Band: Geschichte der Medicin im Alterthum und Mittelalter. (Digitalisat im Internet Archive)
  - 2. Band: Geschichte der Medicin in der Neueren Zeit.
  - 3. Band: Geschichte der epidemischen Krankheiten. (Digitalisat im Internet Archive)
- Salerno. Nord und Süd. Band 3. 1877.
- Geschichte der Medicin in der neueren Zeit. 3., völlig umgearbeitete Auflage. Jena 1881; Neudruck Hildesheim 1971.
- Grundriss der Geschichte der Medizin. Gustav Fischer, Jena 1884. (Digitalisat im Internet Archive)

## Herausgaben
- Archiv für die gesammte Medicin. 1840–1849.
- Repertorium für die gesammte Medicin. 1840–1842.